# Nevenko Herceg
Nevenko Herceg (Ljubuški, 23. kolovoza 1964.) je redoviti profesor na Sveučilištu u Mostaru, bivši predsjednik Vlade Hercegovačko-neretvanske županije i športski djelatnik.

## Školovanje i usavršavanje
Gimnaziju je završio u Ljubuškom (1983). Diplomirao je na Sveučilišta  u Sarajevu 1989. godine, gdje je i magistrirao 2001. godine iz područja fitomedicine, a doktorsku je disertaciju obranio 2003. godine na Sveučilišta u Mostaru. U zvanje docenta izabran je 2004., a 2007. godine u zvanje izvanrednog i 2014. godine redovitog sveučilišnog profesora. Do sredine 1992. radio je na Sveučilištu u Sarajevu, nakon čega se više angažira u javnom životu. 
Od 1998. predaje na Sveučilištu u Mostaru na prediplomskom, diplomskom i poslijediplomskom doktorskom studiju, gdje je i član Upravnog vijeća. Predavač je i na Sveučilištu i Veleučilištu VERN u Zagrebu. Na Sveučilištu u Mostaru aktivno je sudjelovao u implementaciji Bolonjskog procesa, od dodiplomskog do poslijediplomskog doktorskog studija, a jedan je od inicijatora pokretanja novog Studija turizma i okoliša i Instituta za turizam i okoliš.
Stručno je usavršavan prošao kroz programe edukacije u SAD-u (1996., program USAID) i Velikoj Britaniji (1999., program USAID).

## Znanstveni doprinos
Autor i koautor je više knjiga, udžbenika i monografija. Objavio je više od devedeset znanstvenih i stručnih radova u domaćim i međunarodnim časopisima, te je urednik većeg broja zbornika, monografija, priručnika i časopisa. Inicijator je, organizator i sudionik brojnih međunarodnih i domaćih znanstvenih i stručnih konferencija, konvencija, simpozija, skupova i studija, te pokretač i realizator brojnih projekata.

Pozornost u akademskoj i stručnoj zajednici privukao je 2013. nakon objave sveučilišnog udžbenika Okoliš i održivi razvoj.
Član je Savjeta časopisa Suvremena pitanja i Znanstvenog savjeta Mostariensia - Časopis za humanističke znanosti Sveučilišta u Mostaru. 
 
Član je upravnih odbora i uredništava „Fondeko svijet“, Znanstveno popularna revija o prirodi, čovjeku i ekologiji i  „Turizam BiH“, Časopis za turizam i kulturu življenja. 

## Politička karijera
Od sredine 1992. godine se više angažira u javnom životu i obnaša više dužnosti u izvršnim, zakonodavnim i političkim tijelima vlasti: tajnik i doministar u Vladi HR Herceg-Bosne (1992-95), zastupnik Zastupničkog doma Parlamenta Federacije BiH (2000-03), savjetnik za gospodarstvo u Predsjedništvu BiH (2003-06), glavni tajnik Hrvatske demokratske zajednice BiH (2006-07), te Federalni ministar okoliša i turizma (2007-11). Od 2013. godine obnaša dužnost predsjednika Savjeta Vlade RH za Hrvate izvan Republike Hrvatske. Početkom 2015. imenovan je za mandatara, a od 23. rujna 2015. za predsjednika Vlade Hercegovačko-neretvanske županije.

## Angažman u športu
Aktivan je športski djelatnik, bio je član Olimpijskog odbora BiH, predsjednik Rukometnog saveza BiH (u čijem mandatu se izborna vrsta BiH prvi put plasirala na Svjetsko rukometno prvenstvo u Quatar 2015.) te predsjednik HRK „Izviđač“ iz Ljubuškog (polufinalist europskog kupa EHF). U prošlom sazivu bio je član Vijeća za šport Vijeća ministara BiH (po prijedlogu OO). Bio je aktivni sudionik procesa reintegriranja i ustroja športskih organizacija u BiH, član skupine (imenovane od Predsjedništva BiH) u sklopu razgovora pri Međunarodnom olimpijskom odboru (Lozana, 1999.godine). Bio je član Organizacijskog odbora i Žirija izbora najboljih športaša u Bosni i Hercegovini.

## Sudjelovanje u radu društava, nagrade, priznanja i odličja
Član je Hrvatskog društva za znanost i umjetnost BiH i stručni suradnik Hrvatske akademije za znanost i umjetnost BiH.
Dobitnik je niza međunarodnih i domaćih priznanja,  a među njima i Zlatna povelja humanizma desetljeća dodijeljena od Međunarodne lige humanista (1994). Nagrade Europske fondacije turističkih novinara Povelja F.E.S.T. 2008 koja se dodjeljuje za osobite zasluge za razvoj turizma. Zlatnom turističkom ružom i Zlatnom turističkom krunom nagrađen je od bosanskohercegovački turistički djelatnika za izuzetan doprinos razvoju i promociji bosanskohercegovačkog turizma (2009. i 2010.). Plaketa Općinskog vijeća Ljubuški za iznimne zasluge u promicanju ugleda i imena Ljubuškog.
Dobitnik je odličja Red hrvatskog pletera i Spomenice domovinske zahvalnosti Republike Hrvatske

## Vanjske poveznice
- Hrvatska znanstvena bibliografija  Arhivirana inačica izvorne stranice od 8. rujna 2015. (Wayback Machine)
- Hrčak, Portal znanstvenih časopisa Republike Hrvatske, Nevenko Herceg[neaktivna poveznica]
- http://www.nub.ba
- http://www.synopsisbook.com